# Sabrina Bijvank
Sabrina Bijvank (Nijkerk, 11 september 1981) is een Nederlands voormalig topkorfbalster. Met DOS'46 won zij Nederlandse en Europese titels. Tijdens zogenaamde "Korfbalmasters" verzorgt Bijvank namens de KNKV korfballessen aan kinderen.

## Begin van Carrière
Bijvank begon met korfbal bij Sparta uit Nijkerk. Zij verruilde in 1999 van club en ging spelen bij het grotere DOS'46 uit Nijeveen.

## DOS'46
In 1999 begon Bijvank bij DOS'46 op 18-jarige leeftijd. In haar eerste 2 seizoenen bij de club werd ze in beide seizoenen onderscheiden met de prijs "Talent van het Jaar".
Bijvank speelde 12 seizoenen bij de club en maakte de glorietijd mee waarin 3 zaaltitels, 3 Europese titels en 1 veldtitel werd gewonnen.
Vanaf seizoen 2005-2006 werd de Nederlandse zaalcompetitie omgedoopt tot de Korfbal League en daarin speelde zij 6 seizoenen, waarin ze in 106 wedstrijden 331 goals maakte (3,1 gemiddeld).
Ze stopte in 2011 bij de club, op 30-jarige leeftijd.

## Erelijst
- Kampioen van Nederland (zaal) 3x, 2005/06, 2006/07, 2008/09
- Kampioen van Nederland (veld) 1x, 2006/07
- Europa Cup 3x, 2007, 2008, 2010
- Talent van het Jaar, 2x (2000, 2001)

## Oranje
Bijvank speelde 28 officiële interlands met het Nederlands korfbalteam onder bondscoach Jan Sjouke van den Bos. In dienst van Oranje won Bijvank 2 gouden plakken op onderstaande toernooien:
- World Games 2005
- EK 2006